# Copiapoa angustiflora
Copiapoa angustiflora es una especie de planta suculenta perteneciente al género Copiapoa, dentro de la familia Cactaceae. Es endémica del centro de Chile.

## Descripción
Copiapoa angustiflora es una especie de cactus que crece tanto de forma individual como formando pequeños grupos. Los tallos son de color gris marrón y tienen forma globular. Miden de 2 a 4 cm de diámetro y tienen el ápice con lana gris. Sus raíces son tuberosas, grandes y con una constricción en forma de cuello. 
Presentan de 10 a 15 costillas rectas divididas en tubérculos alargados, con una pequeña protuberancia en forma de mentón debajo de las areolas. Éstas son redondas, miden de 2 a 4 mm de diámetro y tienen un número de espinas variables. Son de color marrón, tiene forma acicular y a veces pueden incluso faltar. Entre ellas se distinguen de 0 a 1 espina central, son rectas y miden de 1,5 cm de largo. También tienen de 0 a 8 espinas radiales delgadas, son algo curvadas o rectos y miden de 0,5 a 1 cm de largo. 
Las flores miden de 1,5 a 2 cm de largo, son estrechas y tienen forma de embudo. Las piezas del perianto son de color amarillo pálido con las puntas rojas y los tépalos internos, abiertos ampliamente, son de color amarillo pálido. Los frutos tienen forma de barril y son de color rojizo-verdoso pálido.

## Distribución y hábitat
El área de distribución nativa de esta especie es el centro Chile (concretamente el suroeste de Antofagasta) y crece principalmente en biomas desérticos o de matorrales secos. 

## Taxonomía
Copiapoa angustiflora fue descrita por los botánicos británicos Helmut Walter, Graham Charles George Argent y Wendelin Mächler, y publicada por primera vez en la revista científica Cact. World 24: 188 en el año 2006.
Etimología
- Copiapoa: nombre genérico que hace referencia a la ciudad chilena de Copiapó, ubicada en el desierto de Atacama, lugar donde se encuentran la mayoría de las especies de este género.
- angustiflora: epíteto específico que deriva de las palabras latinas angusti (que significa "estrecho") y flora (que significa "flor"), haciendo referencia a las características flores estrechas de la especie.[4]

## Estado de conservación
En la Lista Roja de Especies Amenazadas de la UICN, la especie está clasificada como “En Peligro Crítico (CR)”.
Señalar que la especie sufre una disminución continua en el número de individuos debido a la recolección excesiva de semillas para colecciones nacionales e internacionales, depredación por guanacos y el cambio climático.

## Usos
Se cultiva principalmente como planta ornamental y su propagación se realiza a través de esquejes o semillas.